# ヴァレンティノス・シエリス
ヴァレンティノス・シエリス(1990年3月1日-)はキプロスのサッカー選手。ポジションはDF。釜山アイパーク所属。
Kリーグ時代の登録名はヴァレンティノス（ハングル: 발렌티노스）。

## 経歴
イングランドのサッカークラブでデビューをするも、出場機会を求めて2012-13シーズンに故郷キプロスのチームに入団した。
2014年4月26日、同僚のアンドリヤ・カルジェロヴィッチがチームメイトとプレー中に接触し、グラウンドに意識を失って倒れ込み、舌を呑みこんでしまった。シエリスはすぐさま処置を行い最悪の事態を防いだことで賞賛された。
2017年、Kリーグの江原FCに移籍した。

## 私生活
- しばしばボランティア活動を行うことで知られる[3]。